# Venturia pyrina

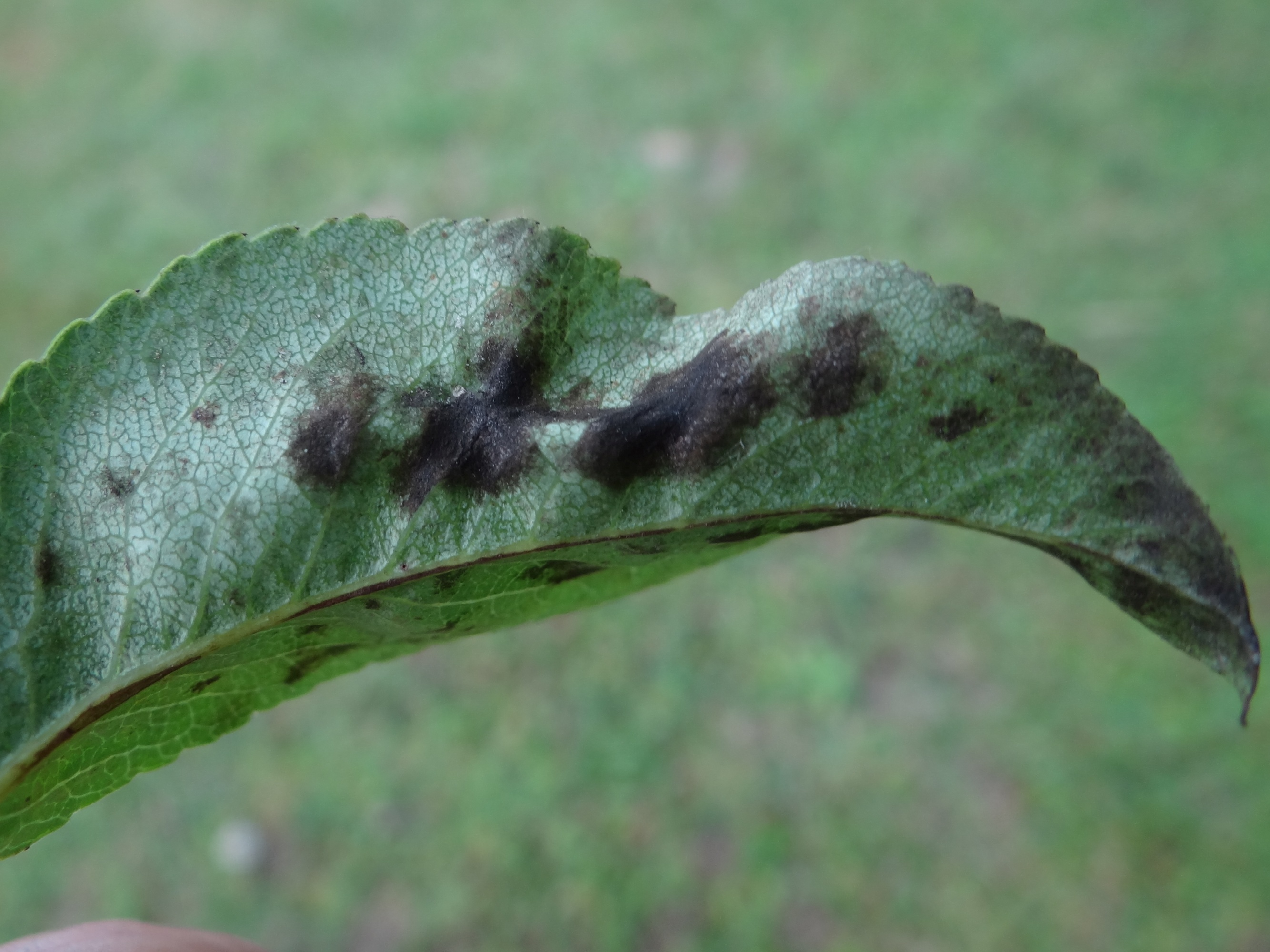
Objawy parcha na liściu

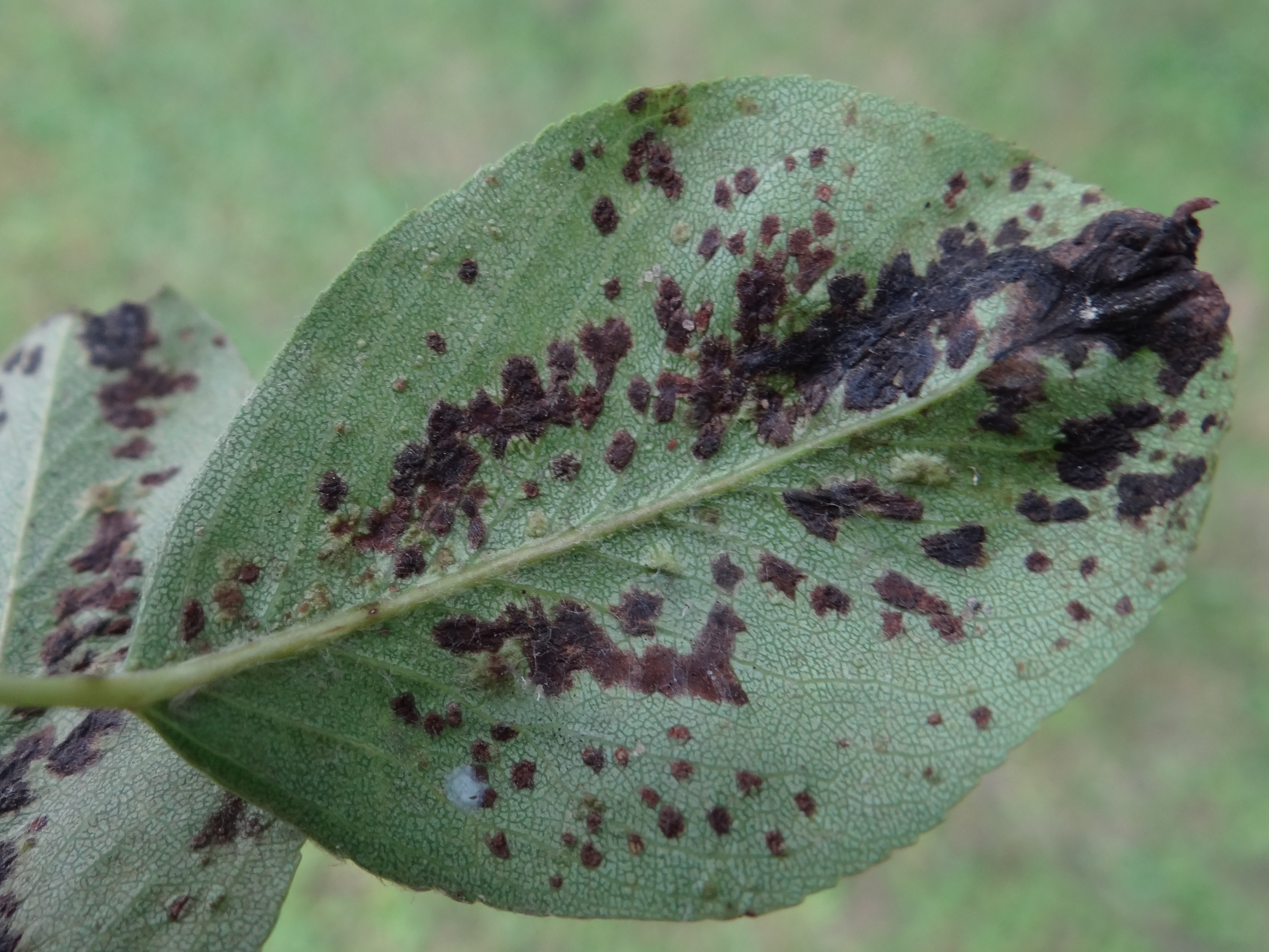
Objawy parcha na liściu

Venturia pyrina Aderh.– gatunek grzybów z rodziny Venturiaceae.

## Systematyka i nazewnictwo
Pozycja w klasyfikacji według Index Fungorum: Venturiaceae, Venturiales, Pleosporomycetidae, Dothideomycetes, Pezizomycotina, Ascomycota, Fungi.
Niektóre synonimy:

- Endostigme pyrina (Aderh.) Syd., 1923
- Fusicladium pyrorum (Lib.) Fuckel 1870
- Fusicladium pyrorum var. cladophilum Ellis & Everh., 1892
- Fusicladium pyrorum var. eriobotryae Peglion, 1894
- Fusicladium pyrorum (Lib.) Fuckel, 1870 var. pyrorum
- Fusicladium virescens Bonord., 851
- Helminthosporium pyrorum Lib. 1832
- Megacladosporium pyrorum (Lib.) Vienn.-Bourg. 1949

Dawniej bezpłciowo rozmnażające się stadia opisano jako odrębny gatunek – Fusicladium pyrorum (Lib.) Fuckel 1870, stąd też w literaturze spotkać się możemy z opisem, że parcha gruszy wywołuje Venturia pyrina oraz konidialne stadium Fusicladium pyrorum. Od czasu jednak, kiedy udowodniono, że Fusicladium pyrorum i Venturia pyrina to ten sam gatunek, zgodnie z zasadami nomenklatury mykologicznej nosi on nazwę stadium rozmnażającego się płciowo, czyli V. pyrina, zaś F. pyrorum to tylko jego synonim.

## Cykl rozwojowy
Venturia pyrina zimuje w postaci owocników na opadłych z drzewa i porażonych jeszcze w okresie sezonu wegetacyjnego liściach, oraz w postaci grzybni na pąkach i pędach porażonych drzew gruszy. Zimą i wiosną na opadłych liściach powstają owocniki typu pseudotecjum, a w nich w sposób płciowy askospory. Dokonują one infekcji pierwotnej. Infekcja zaczyna się już dwa tygodnie przed pojawieniem się pierwszych liści drzew gruszy i trwa przez 6-8 tygodni. Infekcji pierwotnej dokonują także zarodniki wytwarzane przez grzybnię zimującą na zainfekowanych w poprzednim sezonie wegetacyjnym pędach i pąkach. Grzybnia ta wytwarza bezpłciowo konidia. Warunkiem zakażenia jest by liście były zwilżone co najmniej przez 9 godzin. Optymalna dla infekcji temperatura to 17-23 °C.

## Morfologia
Pseudotecja o kształcie od kulistego do stożkowatego, zanurzone, ze szczecinkami lub bez. Mają rozmiar 100–240 μm. Worki podłużne, dwutunikowe, 8-zarodnikowe, o rozmiarach 140–70 μm × 8–12 μm. Askospory oliwkowe, gładkie, podłużne i lekko zwężone, o rozmiarach 12–20 μm × 4–8 μm. Stroma na owocach gruszy rozwinięta dobrze, czasami składająca się z kilku tylko komórek. Konidiofory wzniesione, proste, o szerokości 4–9 μm i długości do 90 μm, zazwyczaj jednak krótsze. Mają barwę od oliwkowej do ciemnobrązowej i wyraźne blizny w miejscu oderwania się zarodników. Konidia szerokowrzecionowate, z zaostrzonym szczytem, przy podstawie obcięte, blado oliwkowobrązowe, gładkie, drobno brodawkowate lub drobno punktowane, bez przegród lub z jedną przegrodą. Mają rozmiar 17–30 × 6–10 μm.

## Występowanie i siedlisko
Venturia pyrina jest szeroko rozprzestrzeniony na kuli ziemskiej. Występuje w klimacie umiarkowanym i subtropikalnym, wszędzie tam, gdzie rosną grusze. Występuje na wielu gatunkach grusz.

## Znaczenie
Saprotrof i pasożyt. Wywołuje chorobę gruszy – parcha gruszy. Jego cykl rozwojowy jest podobny do Venturia inaequalis powodującej parcha jabłoni, jednak V. pyrina częściej zimuje na młodych pędach i pąkach. Konidia wytwarzane przez zimującą na nich grzybnię są ważnym źródłem infekcji.